# Horisme rufipicta
Horisme rufipicta är en fjärilsart som beskrevs av George Francis Hampson 1895. Horisme rufipicta ingår i släktet Horisme och familjen mätare. Inga underarter finns listade i Catalogue of Life.